# Rudolf Guder
Rudolf Guder (* 22. November 1931 in Trebnitz, Schlesien; † 23. Februar 2003 in Dettum) war ein deutscher Schriftsteller und Lyriker.

## Leben
Er studierte zunächst Pädagogik in Braunschweig und stand seit 1954 im Schuldienst. Er lehrte später an der Universität Braunschweig. Als Herausgeber publizierte er im Deutschen Theaterverlag die Zeitschrift In Sachen Spiel und Feier, weitere Veröffentlichungen widmen sich der Spielpädagogik und mathematikdidaktischen Themen. Guder schrieb eine Reihe von Theaterstücken zur Aufführung durch Schüler im Unterricht. Er verfasste zudem Romane, Gedichte und Essays.
Sein letztes Werk ist eine Biographie seines Schwiegervaters, des Raketenpioniers Johannes Winkler.
Er war Mitglied im Verband deutscher Schriftsteller (VS), der Gesellschaft für zeitgenössische Lyrik und im Fachverband für Theatererziehung.

## Werke
Theaterstücke
- Till Eulenspiegel in Schneidershausen
- Schwarze Schafe – weiße Schafe
- Erstklassige Lehrstelle gesucht
- Mord ohne Leiche
- Kluge Eltern sorgen vor
- Pilgerfahrt nach Bethlehem
- Vom Jungen, der nicht Weihnachten feiern wollte
- Kellergäste
- Gespenster 2000
- Schüler – exemplarisch
- Lehrer – exemplarisch
- Nicht für die Schule – für das Leben lernen wir
- Der kleine Hirte und der große Räuber
- Kirchturm-Perspektiven

Herausgeberschaft
- Das neue Feierbuch der Schule. Deutscher Theaterverlag, Weinheim 1974, ISBN 3-7695-0131-4.

Schriften (Auswahl)
- Sachrechnen in der Grundschule. Niedersächs. Landesinst. für Lehrerfortbildung, Lehrerweiterbildung u. Unterrichtsforschung, Hildesheim 1994, OCLC 312346839.
- Am Anfang war die Idee …: Johannes Winkler, der frühe Grundlagenforscher. Guder, Dettum 1997, OCLC 907724390.
- Astris – zu den Sternen: der Raketenpionier Johannes Winkler. Eine Biographie nach den Quellen. Eigenverlag, 2002, OCLC 907792995.